# Kućani (Nova Varoš)
Pour les articles homonymes, voir Kućani.
Kućani (en serbe cyrillique : Кућани) est un village de Serbie situé dans la municipalité de Nova Varoš, district de Zlatibor. Au recensement de 2011, il comptait 241 habitants.
Kućani possède une église en bois qui date de la première moitié du XVIIIe siècle.

## Démographie
| 1948 | 1953 | 1961 | 1971 | 1981 | 1991 | 2002 | 2011 |
| ---- | ---- | ---- | ---- | ---- | ---- | ---- | ---- |
| 454  | 493  | 410  | 417  | 381  | 314  | 256  | 241  |

|  |